# Castello di Parella
Il castello di Parella sorge nel comune omonimo.

## Storia
Il castello risale al XIII secolo e presenta rimaneggiamenti del XVII secolo. Già appartenente al casato dei San Martino e poi dei marchesi d'Ivrea, fu edificato sui resti di una struttura dell'alto medioevo.
Nel 2011 è stato battuto all'asta, come il castello di Mazzè e, successivamente, il castello di Cesnola. È stato acquistato dalla Società  Manital con l'intento di recuperare la struttura e i terreni circostanti, i Vivai Canavesani e i vigneti già in passato DOCG, questi ultimi per produrre l'Erbaluce DOCG.
È adibito a polo museale privato.

## Descrizione
Strutturato su tre ali, ha altrettanti cortili interni prospicienti vari edifici e attorniati da un parco; al secolo successivo risale la torre di forma tonda ornata con fregi in cotto. Gli interni sono decorati con preziosi affreschi e finte architetture. La  sala di Giove  ha una sontuosa volta a carena di nave e affreschi di tema storico-mitologico e contiene una galleria di uomini illustri dell'epoca medioevale. La quadreria ha invece la volta decorata con sei scene allegoriche che rievocano vari temi: amore, giustizia, fede, forza, virtù e valore.

## Galleria d'immagini

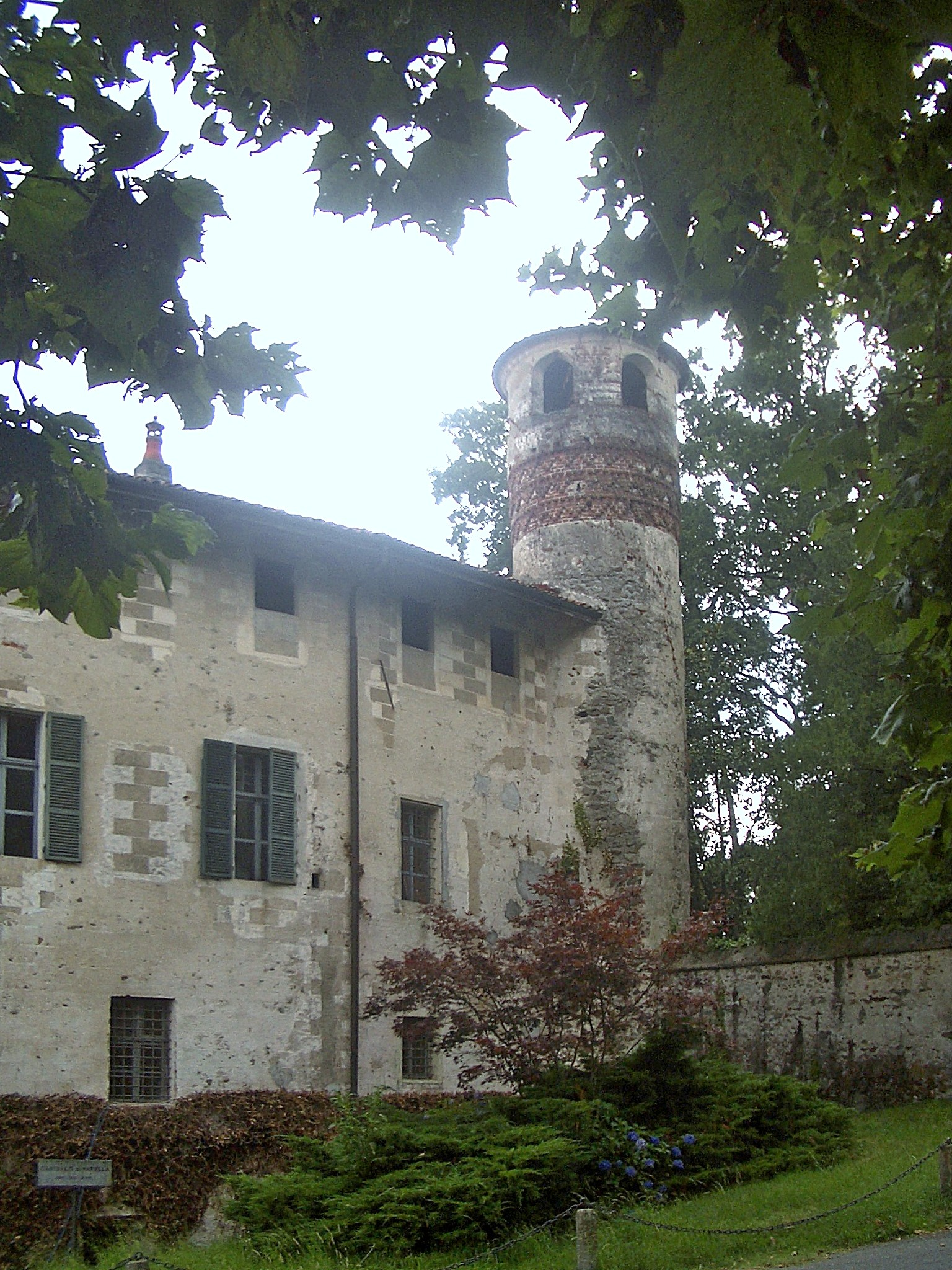
La torre all'angolo nord-ovest
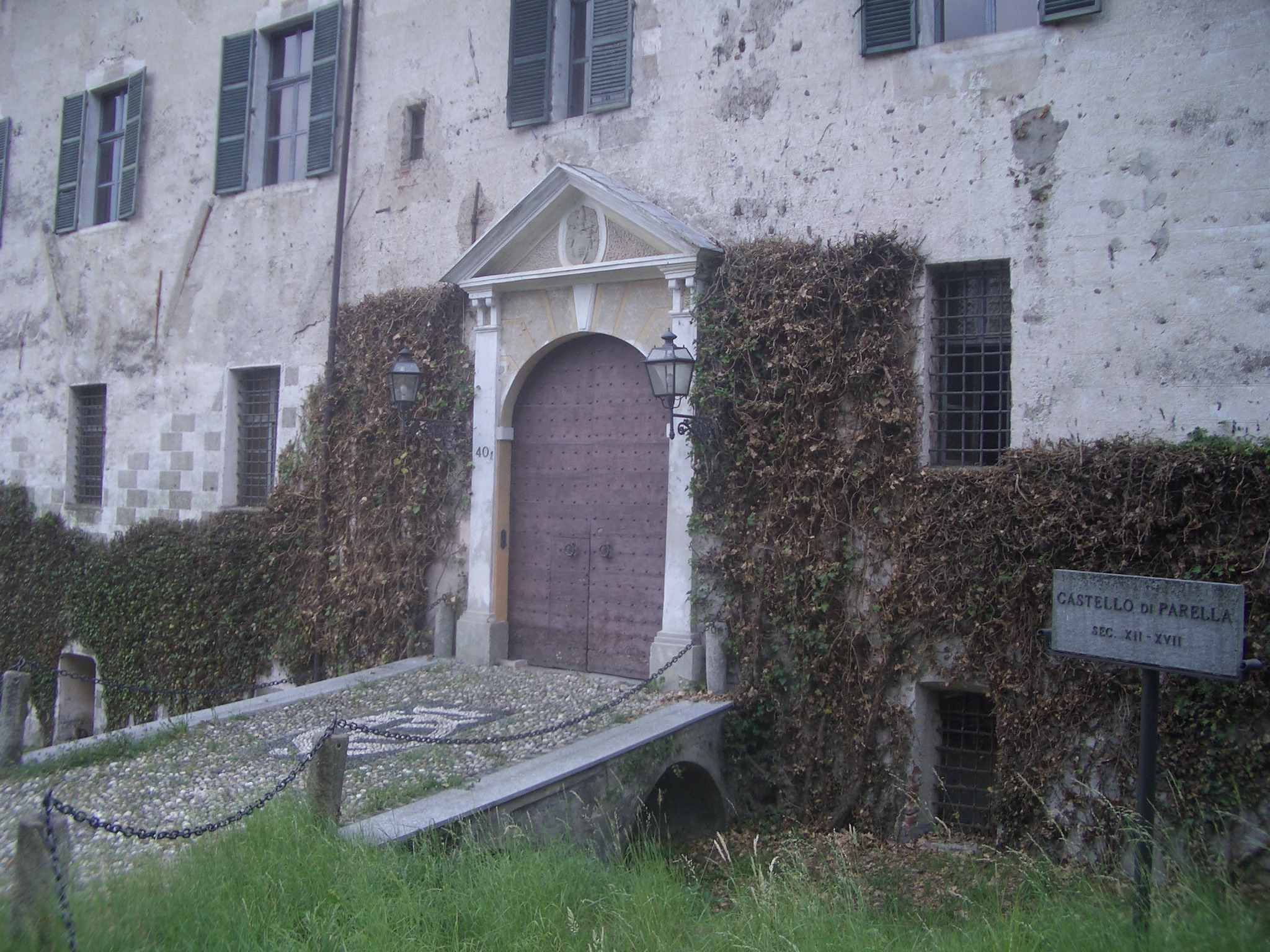
L'ingresso